# Morgenštern
Ališer Tagirovič Morgenštern, noto semplicemente come Morgenštern e nato Valeev (in russo Алишер Тагирович Моргенштерн?; in baschiro Ғәлишер Таһир улы Моргенштерн, Ğәlişer Tahir ulı Morgenştern; Ufa, 17 febbraio 1998), è un rapper e youtuber russo.

## Biografia
Nato a Ufa, nella repubblica Baschiria, sin dall'infanzia Morgenštern si è avvicinato al panorama musicale e ha frequentato per un certo periodo l'università pedagogica.
Ha visto la svolta commerciale nel 2019 dopo aver partecipato con Egor Krid a Grustnaja pesnja di Thrill Pill, che ha raggiunto la 3ª posizione della classifica lettone e la 15ª della Eesti Tipp-40. Ha poi inciso con Ėldžej i singoli Cadillac e Lollipop: il primo, in particolare, ha riscosso un ottimo successo nei Paesi baltici, poiché ha conquistato la 4ª posizione della classifica estone e la top forty della classifica dei singoli lituana redatta dalla AGATA.
Il 28 dicembre 2020 viene pubblicato Cristal & Moët, singolo che ha segnato il suo miglior posizionamento nella Singlų Top 100 (11º posto). Morgenštern ha inoltre ottenuto una candidatura agli MTV Europe Music Awards come miglior artista di MTV Russia, è risultato quello più riprodotto dell'intero anno su Yandex Music ed è risultato il terzo più consumato nello stesso arco di tempo su YouTube in territorio russo. È stato premiato dalla Tophit per il successo registrato sulla piattaforma di video sharing.
Il quarto disco, intitolato Million Dollar: Happiness e uscito a maggio 2021, ha fatto il proprio ingresso alla 12ª posizione della Albumų Top 100, ed è stato seguito dall'album Million Dollar: Business, la cui entrata è avvenuta al 7º posto. È stato l'artista più riprodotto su Spotify nella Federazione Russa nel corso dell'intero anno.
Il 21 ottobre 2022 è avvenuta la pubblicazione del sesto LP Last One, il secondo a entrare la top ten in Lituania. Ha poi fatto ritorno sulle scene musicali con l'EP Alisher, progetto rock presentato nel febbraio 2025 accolto sia dalla critica che commercialmente.

## Vita privata
Nel maggio 2022 è stato riconosciuto dal Ministero della giustizia come «agente straniero» per i messaggi politici espressi sulle reti sociali e per aver guadagnato circa 29000000 ₽ con la società israeliana Yoola. In precedenza si è espresso contro l'invasione russa dell'Ucraina col brano 12, condannando le azioni russe sul suolo ucraino.

## Discografia

### Album in studio
- 2018 – Do togo kak stal izvesten
- 2018 – Ulybnis', durak!
- 2020 – Legendarnaja pyl'
- 2021 – Million Dollar: Happiness
- 2021 – Million Dollar: Business
- 2022 – Last One

### Raccolte
- 2023 – Golden Hits
- 2023 – Golden Hits, Vol. 2

## Tournée
- 2019 – Good Bye Tour
- 2024 – Tour 2024
- 2025 – Alisher World Tour

## Riconoscimenti
- MTV Europe Music Awards
  - 2020 – Candidatura al Miglior artista di MTV Russia[10]

- Novoe Radio Awards
  - 2021 – Miglior album per Legendarnaja pyl'[25]
  - 2022 – Miglior album per Million Dollar: Happiness e Million Dollar: Business[26]

- Premija Muz-TV
  - 2021 – Miglior video per El problema[27]
  - 2021 – Candidatura al Miglior artista maschile[28]
  - 2021 – Candidatura alla Miglior canzone per Cadillac[28]
  - 2021 – Candidatura alla Miglior collaborazione per Cadillac[28]

- Rossijskaja nacional'naja muzykal'naja premija Viktorija
  - 2020 – Candidatura al Miglior artista hip hop per El problema[29]
  - 2021 – Candidatura al Miglior artista hip hop per Aristocrat[30]
  - 2021 – Candidatura alla Hit dance dell'anno per Novaja volna[30]

- Žara Music Awards
  - 2021 – Rivelazione dell'anno[31]